# Tiefenbach (Gemeinde Taiskirchen)
Tiefenbach (im lokalen Dialekt: Toifnbå) ist eine Ortschaft im oberösterreichischen Innviertel und Teil der Gemeinde Taiskirchen im Innkreis im Bezirk Ried im Innkreis.

## Gliederung
Das OÖ-Ortsverzeichnis bezeichnet Tiefenbach als Rotte und führt keine Ortschaftsbestandteile an. Andere Quellen, etwa offizielle Veröffentlichungen der Marktgemeinde, unterteilen die Ortschaft in folgende Siedlungen:  
- Untertiefenbach (Weiler)
- Obertiefenbach (Rotte)
- Hub (Einschicht)

## Geschichte
Die erste urkundliche Erwähnung als Tiunfenbach stammt aus dem Jahr 1189.

## Sehenswürdigkeiten
In Tiefenbach befindet sich eine dem Hl. Florian geweihte Kapelle.